# Black Brook (Wisconsin)
Black Brook – miasto w Stanach Zjednoczonych, w stanie Wisconsin, w hrabstwie Polk.